# ランディ・カバジェロ
ランディ・カバジェロ（Randy Caballero、1990年9月27日 - ）は、アメリカ合衆国の男性プロボクサー。カリフォルニア州コーチェラ出身。元IBF世界バンタム級王者。

## 経歴

### アマチュア時代
8歳でアマチュアデビューした。
2006年、トルコイスタンブールで行われたカデット世界選手権大会にライトフライ級(48kg)で出場し、準決勝で敗退した。
2008年、全米選手権にフライ級(51kg)で出場し、優勝した。
2009年、ナショナルゴールデングローブにバンタム級(54kg)で出場し、準々決勝でヘスス・マグダレノに敗退した。
北京オリンピック出場は年齢制限から断念。ロンドンオリンピックを目指したが試合中に拳を負傷し、1年の休養の後プロに転向することを決めた。
アマチュア時代の戦績は177戦167勝10敗。

### プロ時代
2010年3月25日、カリフォルニア州ロサンゼルス郡コマースでゴンサロ・ニコラスとデビュー戦を行い、初回49秒KO勝ちを収めデビュー戦を白星で飾った。
2011年4月1日、インディオにあるファンタジー・スプリングス・リゾート・カジノでフェリックス・ペレスと対戦し2回2分42秒TKO勝ち。
2011年7月1日、ファンタジー・スプリングスカジノでWBCインターコンチネンタルスーパーバンタム級ユース王座決定戦をアレクシズ・サンティアゴと行い8回3-0(2者が80-70、79-73)の判定勝ちで王座獲得に成功した。
2011年12月2日、アルツロ・サンティアゴと対戦し3回と6回にホールディングで相手が減点されたことで有利に試合展開し8回3-0(3者とも80-70)の判定勝ち。完封で初防衛に成功した。
2012年3月16日、NABO北米バンタム級王座決定戦をホセ・ルイス・アライーザと行い10回3-0(2者が98-92、97-93)の判定勝ちで王座獲得に成功した。
2012年8月24日、マヌエル・ローマンと対戦し2回にダウンを奪うなど有利に試合を運び10回3-0(2者が96-93、97-92)の判定勝ちで初防衛に成功した。
2013年7月20日、ミゲール・ロブレスと対戦し7回ボディフックでダウンを奪いそのままカウントアウトで試合終了。7回2分9秒KO勝ちで2度目の防衛に成功した。
2014年4月4日、日本のリングに初登場。神戸市の神戸サンボーホールで元日本バンタム級王者大場浩平とIBF世界バンタム級挑戦者決定戦で対戦。8回TKO勝利を収め、ポール・バトラーへの指名挑戦権を獲得した。
2014年7月22日、ポール・バトラーの王座返上に伴うIBF世界バンタム級王座決定戦の入札がIBF本部で行われ、IBF世界バンタム級1位のランディ・カバジェロを擁するゴールデンボーイ・プロモーションズは12万7000ドル（約1300万円）を提示したが、元IBF世界バンタム級王者でIBF世界バンタム級3位のスチュアート・ホールを擁するデニス・ホブソン・プロモーションズが26万1750ドル（約2670万円）を提示した為、ホール陣営に興行権の落札を許した。ファイトマネーは50%ずつ配分され、両者の報酬は13万875ドル（約1335万円）になるとのこと。
2014年10月25日、モナコモンテカルロのサル・デ・エトワールでポール・バトラーの王座返上に伴い空位になった世界バンタム級王座決定戦をIBF世界バンタム級3位のスチュアート・ホールとIBF行い、12回3-0（2者が116-111、118-110）の判定勝ちを収め王座獲得に成功した。
2015年2月27日、インディオでアルベルト・ゲバラと初防衛戦を行う予定だったが、カバジェロが足首を負傷して延期となった。かかとに出来た良性腫瘍の摘出手術を受けた。
2015年11月21日、ラスベガスのマンダレイ・ベイ・イベント・センターで暫定王者のリー・ハスキンスと王座統一戦を行い王座統一による初防衛を目指していたが、前日計量でカバジェロがバンタム級リミットを5.5ポンド体重超過し、再計量も拒否したため王座剥奪(ハスキンスは正規王者に昇格)され、試合が中止になった。
2016年2月5日、1年4ヶ月ぶりの復帰戦。ファンタジー・スプリングス・カジノでルーベン・ガルシアとフェザー級10回戦を行いガルシア陣営の7回終了時棄権により復帰戦を白星で制した。
2017年9月16日、ラスベガスのT-モバイル・アリーナにてゲンナジー・ゴロフキンVSサウル・アルバレスの前座でディエゴ・デ・ラ・ホーヤと対戦し、プロ初黒星となる10回判定負けを喫した。

## 戦績
- アマチュアボクシング：177戦 167勝 10敗
- プロボクシング：25戦 24勝 (14KO) 1敗

| 戦           | 日付           | 勝敗 | 時間    | 内容    | 対戦相手                 | 国籍           | 備考                                                        |
| ------------ | -------------- | ---- | ------- | ------- | ------------------------ | -------------- | ----------------------------------------------------------- |
| 1            | 2010年3月25日  | 勝利 | 1R 0:49 | KO      | ゴンサロ・ニコラス       | アメリカ合衆国 | プロデビュー戦                                              |
| 2            | 2010年5月8日   | 勝利 | 1R 0:43 | KO      | エドウィン・ロサド       | アメリカ合衆国 |                                                             |
| 3            | 2010年6月3日   | 勝利 | 1R 0:56 | TKO     | トラビス・ベットウェル   | アメリカ合衆国 |                                                             |
| 4            | 2010年7月2日   | 勝利 | 1R 2:00 | KO      | ハイロ・デルガド         | アメリカ合衆国 |                                                             |
| 5            | 2010年10月15日 | 勝利 | 4R      | 判定3-0 | ミサエル・ヌニェス       | メキシコ       |                                                             |
| 6            | 2010年12月11日 | 勝利 | 4R      | 判定3-0 | ロバート・ギーエン       | アメリカ合衆国 |                                                             |
| 7            | 2011年1月14日  | 勝利 | 4R      | 判定3-0 | マヌエル・オルテガ       | アメリカ合衆国 |                                                             |
| 8            | 2011年3月4日   | 勝利 | 6R      | 判定3-0 | ウーゴ・ラモス           | アメリカ合衆国 |                                                             |
| 9            | 2011年4月1日   | 勝利 | 2R 2:42 | TKO     | フェリックス・ペレス     | プエルトリコ   |                                                             |
| 10           | 2011年5月6日   | 勝利 | 6R 0:38 | KO      | フランシス・ルイス       | ドミニカ共和国 |                                                             |
| 11           | 2011年6月3日   | 勝利 | 4R 2:06 | TKO     | セルヒオ・クリストバル   | メキシコ       |                                                             |
| 12           | 2011年7月1日   | 勝利 | 8R      | 判定3-0 | アレクシス・サンティアゴ | アメリカ合衆国 | WBCインターコンチネンタルスーパーバンタム級ユース王座決定戦 |
| 13           | 2011年12月2日  | 勝利 | 8R      | 判定3-0 | アルツロ・サンティアゴ   | プエルトリコ   | WBCインターコンチネンタルユース王座防衛1                    |
| 14           | 2012年3月16日  | 勝利 | 10R     | 判定3-0 | ホセ・ルイス・アライサ   | メキシコ       | NABO北米バンタム級王座決定戦                                |
| 15           | 2012年6月23日  | 勝利 | 5R 1:50 | TKO     | ジャマル・パラム         | アメリカ合衆国 |                                                             |
| 16           | 2012年8月24日  | 勝利 | 10R     | 判定3-0 | マヌエル・ローマン       | メキシコ       | NABO防衛1                                                   |
| 17           | 2012年11月24日 | 勝利 | 3R 終了 | TKO     | リゴベルト・カシージャス | メキシコ       |                                                             |
| 18           | 2013年1月11日  | 勝利 | 4R 0:39 | TKO     | ルイス・マルドナド       | メキシコ       |                                                             |
| 19           | 2013年7月20日  | 勝利 | 7R 2:09 | KO      | ミゲール・ロブレス       | プエルトリコ   | NABO防衛2                                                   |
| 20           | 2013年11月26日 | 勝利 | 7R 2:52 | TKO     | ジェシー・クルス         | アメリカ合衆国 |                                                             |
| 21           | 2014年4月4日   | 勝利 | 8R 1:54 | TKO     | 大場浩平（真正）         | 日本           | IBF世界バンタム級挑戦者決定戦                               |
| 22           | 2014年10月25日 | 勝利 | 12R     | 判定3-0 | スチュアート・ホール     | イギリス       | IBF世界バンタム級王座決定戦                                 |
| 23           | 2016年2月5日   | 勝利 | 7R 終了 | TKO     | ルーベン・ガルシア       | メキシコ       |                                                             |
| 24           | 2017年3月23日  | 勝利 | 10R     | 判定3-0 | ヘスス・ルイス・ガルシア | メキシコ       | NABF北米スーパーバンタム級王座決定戦                        |
| 25           | 2017年9月16日  | 敗北 | 10R     | 判定0-3 | ディエゴ・デ・ラ・ホーヤ | メキシコ       | NABF王座陥落 NABO北米スーパーバンタム級王座決定戦           |
| テンプレート |                |      |         |         |                          |                |                                                             |

## 獲得タイトル
- WBCインターコンチネンタルスーパーバンタム級ユース王座
- NABO北米バンタム級王座
- IBF世界バンタム級王者（防衛0=剥奪）
- NABF北米スーパーバンタム級王座